# Guru Guru (banda)
Guru Guru es una banda alemana de rock perteneciente al movimiento krautrock. La banda se centró alrededor del baterista Mani Neumeier y ha atravesado una larga cantidad de cambios en su alineación, pero sigue activa hasta la actualidad.
El grupo originalmente se formó en 1968, con el nombre de The Guru Guru Groove Band, y comenzó como un proyecto de Mani Neumeier, el bajista Uli Trepte y el guitarrista Edy Nageli, quien más tarde fue reemplazado por Ax Grenich (exintegrante de Agitation Free, otro grupo de krautrock). El primer álbum del grupo fue UFO, el cual fue editado en 1970. El grupo trabajó con el reconocido productor Konrad Plank (también conocido como Conny Plank).
El grupo se destaca por incorporar elementos de rock psicodélico (sus integrantes consumían LSD) y free jazz en su música. La música del grupo se destacaba por su uso de efectos psicodélicos de ecos y distorsión, y mezclaba jazz, hard rock y pop con elementos humorísticos. La banda también es famosa por sus políticas de izquierda: sus miembros eran integrantes de una unión alemana de estudiantes socialistas, llevaban un estilo de vida comunal y en sus recitales leían textos políticos.
La alineación actual del grupo está conformada por Mani Neumeier (batería y voz), Hans Reffer (guitarra y voz), Peter Kühmstedt (bajo) y Roland Schaeffer (saxo, guitarra y voz).

## Historia
Mani Neumeier era un reconocido baterista de jazz quien antes tocó en varios grupos de jazz tradicional en Zúrich, Suiza. A fines de los años 60 Neumeier se reúne con el bajista Uli Trepte y el guitarrista Edy Nageli para realizar música experimental inspirada por artistas como Jimi Hendrix y Frank Zappa. Su primera presentación en vivo fue en Heidelberg, Alemania, en agosto de 1968. Poco después se incorpora al grupo Ax Genrich, exmiembro de Agitation Free.

## Discografía
- 1970 UFO
- 1971 Hinten
- 1972 Känguru
- 1973 Guru Guru
- 1973 Don't Call Us, We Call You
- 1974 Dance of the Flames
- 1974 Der Elektrolurch
- 1975 Mani und seine Freunde
- 1976 Tango Fango
- 1977 Globetrotter
- 1978 Live
- 1979 Hey du
- 1981 Mani in Germany
- 1983 Mani Neumeiers neue Abenteuer (también conocido como Guru Mani Mani Neumeiers neue Abenteuer)
- 1987 Jungle
- 1988 Guru Guru 88
- 1988 Live 72
- 1992 Shake Well
- 1993 Shake Well
- 1995 Wah Wah
- 1996 Mask (edición limitada)
- 1997 Moshi Moshi
- 1999 Live 98
- 2000 2000 Gurus
- 2003 Essen 1970
- 2005 In the Guru Lounge
- 2007 Wiesbaden 1972
- 2008 PSY
- 2011 Doublebind